# Le straordinarie avventure di Jules Verne
Le straordinarie avventure di Jules Verne è stato un cartone animato italiano di Rai Fiction realizzato in coproduzione con Lux Vide e con lo studio di animazione Musicartoon. La serie immagina liberamente la giovinezza del famoso scrittore francese Jules Verne, che nelle sue avventure trova l'ispirazione per quei romanzi che lo renderanno famoso da adulto.

## Trama
Jules Verne è un ragazzo di 20 anni, molto educato che ama scrivere. Va all'università per studiare giurisprudenza per volere del padre ma quasi sempre salta le lezioni per seguire Artemius Lucas, direttore del giornale Contes du Voyage, e i suoi collaboratori nei loro fantastici viaggi. Qui Jules dimostrerà tutto il suo coraggio e la sua astuzia e si innamorerà di Amelie Lucas, figlia di Artemius. Negli innumerevoli viaggi, Jules si imbatterà nel Capitano Nemo, un uomo che ha avuto un passato difficile e che vuole conquistare il mondo.

## Personaggi

### Protagonisti
I Protagonisti della serie sono i componenti della redazione del prestigioso giornale Contes de Voyage. Essi sono:
- Jules Verne: ragazzo di 20 anni ben educato e studioso che ama viaggiare, vuole fare lo scrittore ma il padre lo obbliga a frequentare la facoltà di legge. Salta spesso le lezioni per seguire i Lucas nelle loro avventure. Grande inventore, è infatti da lui costruita la fantastica fibbia multiuso, è molto curioso e intelligente e per questo attira le attenzioni del capitano Nemo, che lo vuole condurre dalla sua parte. Innamorato di Amelie, ne rimane affascinato fin dalla prima volta che la vede per il suo coraggio  tra di loro ci sono parecchie scene imbarazzanti. Anche Amelie ricambia i suoi sentimenti, ma entrambi sono troppo timidi per ammetterlo. Nell'ultima puntata pare che i due ragazzi si stiano per baciare.
- Amelie Lucas: ragazza sveglia, avventurosa, atletica e solare, ama vestirsi da uomo piuttosto che indossare abiti da donna nonostante i tentativi di Esther di renderla più femminile. Molto affezionata al padre, è innamorata di Jules anche se cerca di non metterlo in mostra anche se tutti se ne sono accorti. Conosce il mondo al pari di suo padre.
- Artemius Lucas: giornalista pacato e responsabile, adora sua figlia e Jules. Conosce il mondo come le sue tasche ed ha viaggiato molto fino a che un incidente lo ha reso zoppo. Da giovane quando frequentava l'università era amico di Dakkar che restò affascinato dal suo modo di pensare e di vedere le cose. Anche se non sembra avere molta stima di Jules, legge ogni suo romanzo, incitandolo nella sua carriera di scrittore.
- Monsieur De L' Ennuì (contabile): il contabile del Contes, adora i soldi più della sua vita ed è sempre attento alle condizioni del giornale, e ogni volta che i Lucas devono partire per un viaggio non manca mai di ripetere quanto verrebbe a costare.
- Esther (cuoca, governante): protettiva verso Amelie, vorrebbe che si comportasse in maniera più femminile ma nonostante ciò le vuole bene e desidera che si fidanzi con Jules. Ed è una bravissima cuoca.
- Hatteras (cane): il cane dei Lucas, adora Jules ed è un golosone.
- Sophia (lemure trovato nella prima missione): adora Amelie e si diverte a prendere in giro Hatteras.

### Antagonista
- Capitano Nemo: folle ossessionato dal progresso. Il suo vero nome è Dakkar ed era il migliore amico di Artemius ai tempi dell'università. Perde la moglie e i figli in un naufragio e distrugge la casa dopo un esperimento finito male, dove resta infortunato Artemius. Manovra l'energia elettrica e costruisce macchine mostruosamente tecnologiche e vuole conquistare il mondo. Sembra morto con la distruzione del suo laboratorio, ma è ancora vivo. Voce: Marco Foschi.

## Episodi
| Stagione       | Episodi | Prima TV |
| -------------- | ------- | -------- |
| Stagione unica | 26      | 2013     |